# Bâton de Joinville
Pour les articles homonymes, voir Joinville.
Le bâton de Joinville est une technique de combat au bâton développée à l'école militaire de Joinville-le-Pont.